# Carrozzeria Orlandi (Modena)
Carrozzeria Emiliana Angelo Orlandi è stata una carrozzeria italiana attiva nella produzione di carrozzerie per automobili e autobus.

## Storia
Nel 1859 Angelo Orlandi iniziò a operare come falegname, fabbro e carrozzaio a Crespellano, trasferendosi nel 1877 nella vicina Bazzano. Da Bazzano Orlandi si trasferì a Modena nel 1881 e vi fondò, presso porta Sant'Agostino, la società anonima Carrozzeria Angelo Orlandi con circa 12 dipendenti. L'espansione della rete tranviaria modenese contribuì allo sviluppo dell'azienda, che ottenne diverse commesse per l'allestimento dei mezzi. Il suo successo consentì la costruzione di una nuova sede e l'ampliamento dell'organico, arrivato a circa 40 operai nel 1886; contestualmente fu inaugurata una succursale a Roma nei pressi di porta Castello.
Nel 1895 la ditta depositò il brevetto, riconosciuto dal Ministero dell'agricoltura, dell'industria e del commercio, di una contromolla per attutire, nei veicoli a due ruote, gli scuotimenti prodotti dal movimento del cavallo e dall'attrito delle ruote. Successivamente tra il 1899 e il 1901 in collaborazione con Ciro Bonacini, costruttore di autoveicoli per il trasporto pubblico di Casinalbo, l'azienda sviluppò un pionieristico omnibus con motore Bolide da 20 cavalli. Prodotto in diversi esemplari, l'autobus conquistò la medaglia d'oro all'Esposizione Internazionale Automobilistica di Milano del 1901 e, nel settembre dello stesso anno, fu protagonista del primo impiego sperimentale di un mezzo di trasporto a motore in ambito militare, durante le grandi manovre effettuate dalla Brigata Piacenza, compiendo i 110 chilometri del tratto Collecchio-Passo della Cisa, con a bordo nove militari e relativo bagaglio tattico.
Alla morte di Angelo Orlandi nel 1907 la gestione dell'azienda passò ai tre figli, Enrico, Augusto e Giovanni, che nello stesso anno trasferirono la sede nei pressi del parco Ferrari. Con la morte di Enrico e Augusto, nel 1921 l'azienda, a causa di una disputa tra eredi, fu scissa in due aziende distinte: la Carrozzeria Giovanni Orlandi, venduta poi alla Fonderie Vismara e ridenominata Officine Padane, e la Carrozzeria Emiliana Renzo Orlandi, di proprietà del figlio di Enrico.

## Carrozzeria Emiliana Renzo Orlandi

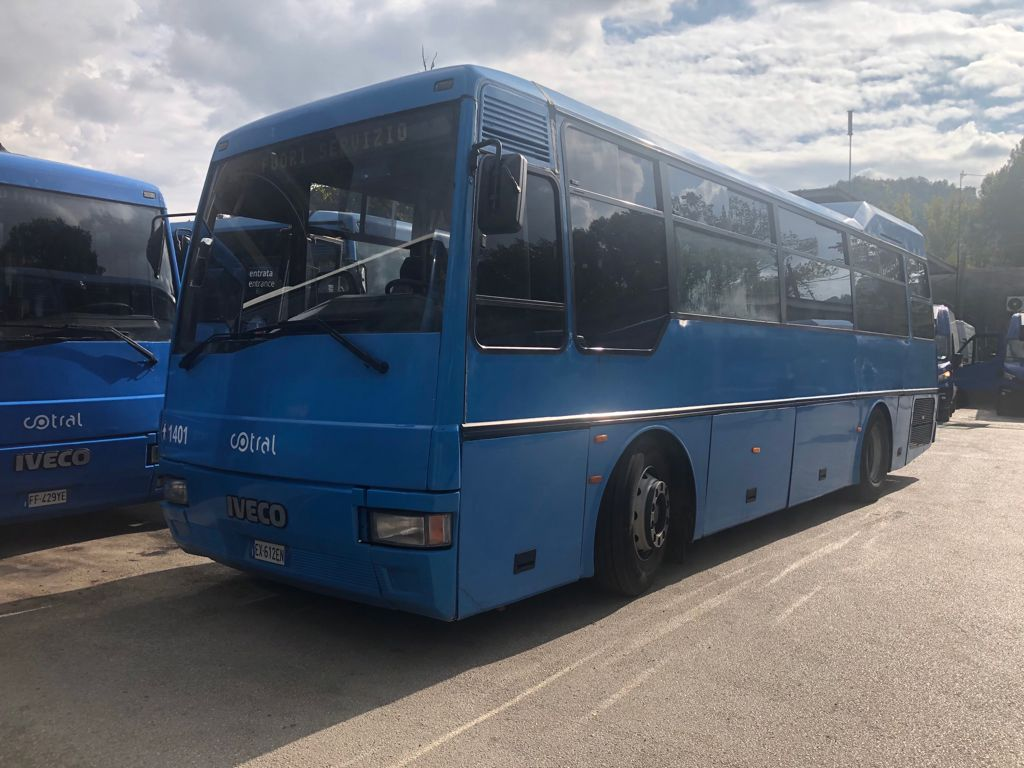
Orlandi Poker III su telaio Iveco 370SE.9.27 di Cotral.

La Carrozzeria Emiliana Renzo Orlandi proseguì con successo la costruzione di autobus, autocarri e furgoni, ma anche di pregevoli automobili fuoriserie che, tuttavia, rimasero sempre una produzione marginale.
Negli anni trenta, vennero realizzati automezzi di notevole eleganza formale, destinati a grande diffusione e popolarità, aumentata dalla fornitura dei furgoni per la Scuderia Ferrari.
Durante la seconda guerra mondiale, la fabbrica venne requisita dall'aeronautica tedesca e, in seguito, pesantemente danneggiata dai bombardamenti inglesi ed americani.
Il secondo dopoguerra vide una forte ripresa dell'attività aziendale, di pari passo con la necessità di fornire mezzi di trasporto collettivi, poi diminuita con la crescente motorizzazione di massa dai primi anni sessanta. La produzione venne indirizzata principalmente sugli autobus turistici sotto la guida di Renzo Orlandi e del figlio Angelo, pronipote del fondatore Angelo Orlandi, che continuò la attività. Angelo, laureato in ingegneria, è stato per anni titolare e amministratore delegato della Carrozzeria Orlandi.
Negli anni la Carrozzeria Orlandi vinse prestigiosi premi quali la Rosa d'oro di San Remo, il Gran Premio d'Eccellenza di Nizza e il più recente Compasso d'oro nel 1979 con il modello Iveco 371 Spazio, su disegno di Isao Hosoe. Successivamente, Orlandi realizzò il primo autobus in Italia dotato di impianto d'aria condizionata e, poco dopo, il primo veicolo con finestre grandi e panoramiche.
Nel 1964 l'azienda venne trasferita nella sede attuale che consentì lo sviluppo dell'attività. In quegli anni nacquero i primi veicoli a montanti inclinati, successivamente, nel 1970, fu presentata la carrozzeria "Meteor".
Nel 1972 si decise di cedere la maggioranza azionaria alla FIAT: venne incrementata la produzione, soprattutto dei veicoli turistici, e si rimodernò lo stabilimento. Nel 1988, cedette anche il residuo 30%, consentendo l'accorpamento del marchio all'IVECO. In questi anni sono stati prodotti in centinaia di esemplari diversi modelli di carrozzerie, tra cui si ricordano Spazio, Poker e Domino tra quelle più significative.

### Modelli carrozzati dallaCarrozzeria Emiliana Renzo Orlandi
- Fiat 306
- Fiat 308
- Fiat 309
- Fiat 314
- Fiat 343
- Iveco 315
- Iveco 370

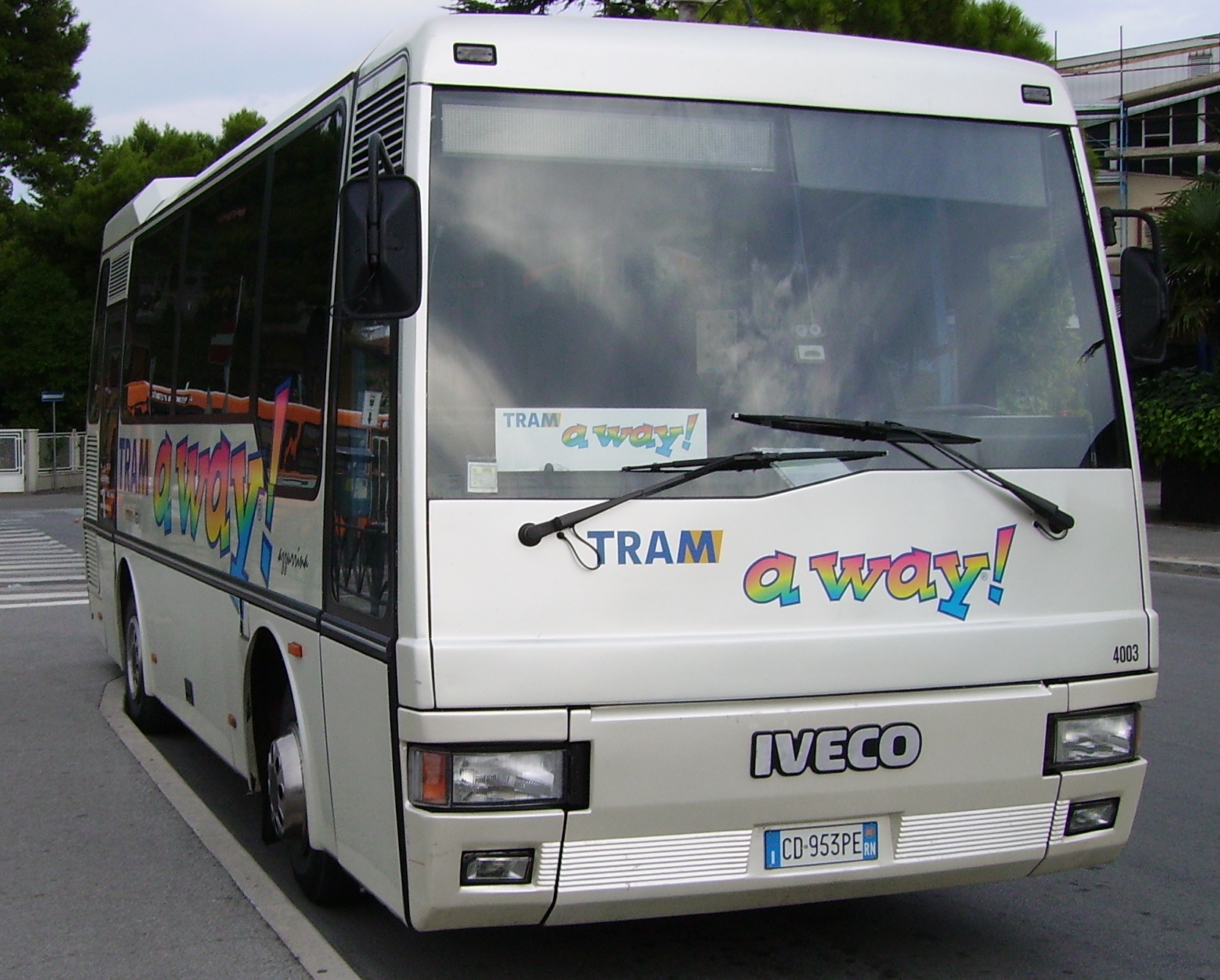
Iveco 315.08.18 Orlandi Poker in versione GT

- Iveco 391 Orlandi Domino, granturismo
- Irisbus 397 Orlandi New Domino, granturismo
- Fiat 635
- Fiat 642
- Fiat 682
- Lancia 3 RO P3
- Lancia Esatau V 11
- Lancia Esatau 703
- Lancia Esagamma 715